# Fiqri Dine
Fiqri Dine, född 3 augusti 1897 i Debar, Osmanska riket, död 26 november 1960 i Bryssel, Belgien, var en albansk politiker.
Dine var under en kort period 1944 premiärminister i Kungariket Albanien, den vasallstat som upprättades efter att landet de facto ockuperades av Nazityskland 1943. Han avskedades av tyskarna efter att det framkommit att han haft hemliga kontakter med de allierade. Efter andra världskrigets slut flydde Dine, först via Jugoslavien till Grekland och därefter till Belgien, där han levde till sin död.